# Ijuí Airport
Ijuí Airport är en flygplats i Brasilien.   Den ligger i kommunen Ijuí och delstaten Rio Grande do Sul, i den södra delen av landet, 1 500 km söder om huvudstaden Brasília. Ijuí Airport ligger 362 meter över havet.
Terrängen runt Ijuí Airport är platt. Närmaste större samhälle är Ijuí, 7,0 km väster om Ijuí Airport.
Trakten runt Ijuí Airport består till största delen av jordbruksmark. Runt Ijuí Airport är det glesbefolkat, med 10 invånare per kvadratkilometer.